# Neosybra ryukyuensis
Neosybra ryukyuensis är en skalbaggsart som beskrevs av Stefan von Breuning och Nobuo Ohbayashi 1964. Neosybra ryukyuensis ingår i släktet Neosybra och familjen långhorningar. Inga underarter finns listade i Catalogue of Life.